# Проспект Гедиміна
54°41′14″ пн. ш. 25°16′40″ сх. д. / 54.687222222222° пн. ш. 25.277777777778° сх. д.

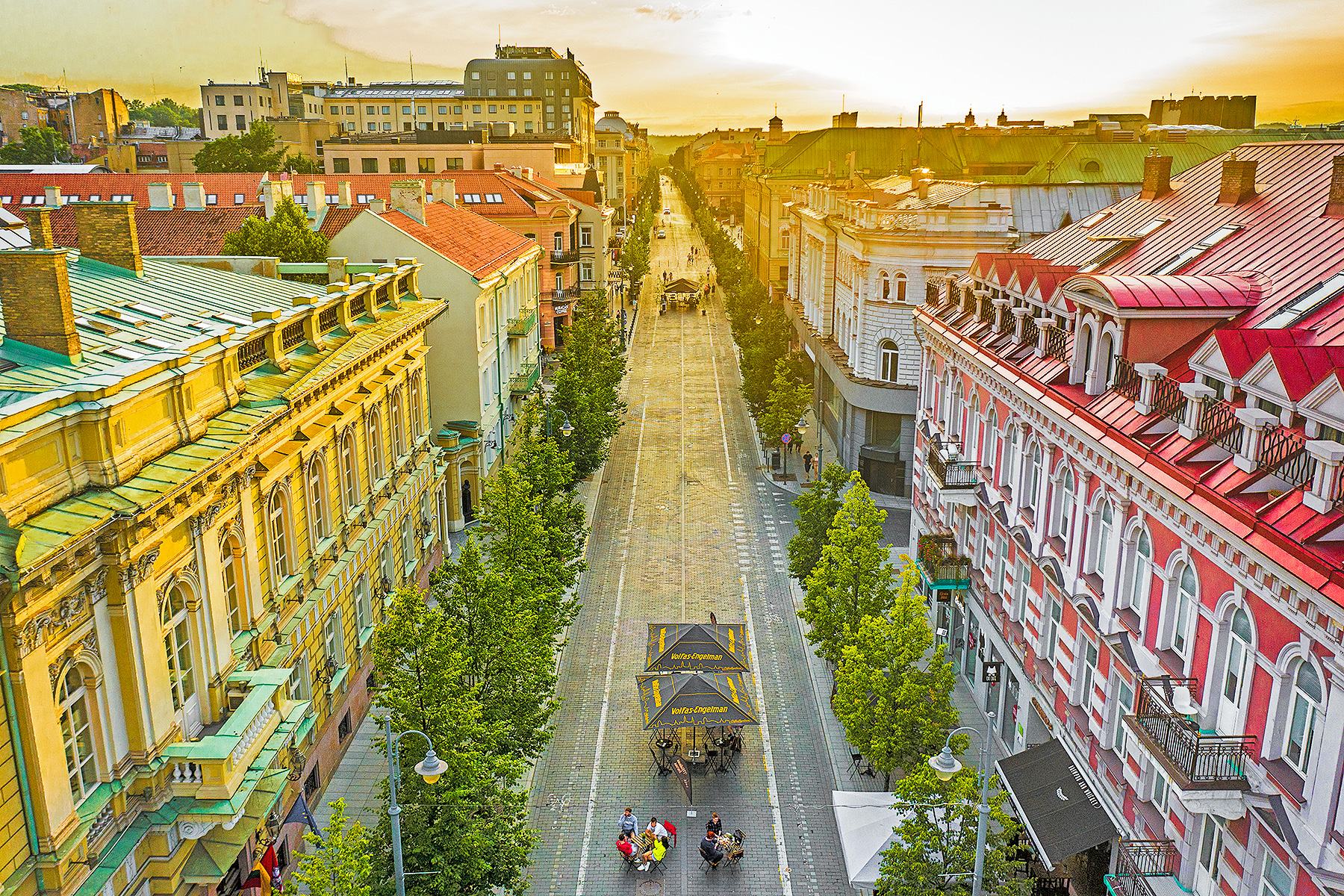
Вид на проспект Гедиміна з Соборної площі

Проспект Гедиміна — головна вулиця Вільнюса, де зосереджені державні установи Литви, включаючи уряд, парламент, Конституційний суд і міністерства.

## Опис проспекту
Проспект названий на честь Великого князя Литовського Гедиміна. Головна парадна магістраль міста має довжину 1,8 км і веде від Катедральної площі до закруту річки Вілії. Вулиця з'єднує Старе місто зі Жверинасом. Вона простягається від Жверинаського мосту через річку Неріс біля Сеймового палацу доКафедральної площі та Вільнюського замкового комплексу. Центральне місце в архітектурі проспекту Гедиміна займає будинок литовського Сейму (парламенту), збудований на місці стадіону за проектом архітекторів Альгімантаса і Вітаутаса Насвітісов в 1976-1980 роках. На проспекті Гелиміна  знаходяться культурні установи: Литовський національний драматичний театр, Банк Литви, Литовська академія музики і театру та Національна бібліотека Мартінаса Мажвідаса. Це популярна вулиця магазинів і ресторанів. Частково пішохідна вулиця у вечірній час.

## Історія
Вулиця побудована в 1836 році. Спочатку вона називалась проспект Святого Юра, вулиця Міцкевича. На початку радянської окупації в 1940 році називався проспектом Сталіна, згодом був перейменований на проспект Леніна. У радянський період проспект використовувався для демонстрацій і військових парадів на честь Дня міжнародної солідарності трудящих 1 травня і Жовтневої революції 7 листопада.   
Частину алеї від Вільнюського собору до площі Вінцаса Кудірки реконструйовано до святкування 750-річчя коронації Міндаугаса у 2003 році. Була збудована підземна автостоянка – перша в Литві – під площею Муніципалітету та проведено оновлення всіх видів трубопроводів і кабелів зв’язку під вулицею. Висаджено понад 100 нових дерев. Під час розкопок було знайдено кілька археологічних знахідок. Робота була завершена в 2009 році.